# Kategoria e parë 2015/16
Die Kategoria e parë 2015/16 war die 68. Spielzeit der zweithöchsten albanischen Fußballliga und die 18. Saison unter diesem Namen. Sie begann am 12. September 2015 und endete am 19. Mai 2016 mit dem Meisterschaftsfinale.

## Modus
Die 20 Vereine spielten in zwei Gruppen zu je 10 Mannschaften an 27 Spieltagen jeweils dreimal gegeneinander. Die beiden Gruppensieger stiegen in die Kategoria Superiore auf. Am Saisonende wurde zwischen den beiden Teams der Meister ermittelt.
Die jeweils Letztplatzierten stiegen in die Kategoria e dytë ab, während sich die beiden Vorletzten über die Relegation den Klassenerhalt sichern konnten.

## Vereine
| Verein                | Stadt       |
| --------------------- | ----------- |
| KS Ada                | Velipoja    |
| KS Adriatiku Mamurras | Mamurras    |
| KS Besa Kavaja        | Kavaja      |
| KS Besëlidhja Lezha   | Lezha       |
| KS Burreli            | Burrel      |
| KF Erzeni Shijak      | Shijak      |
| KS Iliria             | Fushë-Kruja |
| KS Kamza              | Kamza       |
| KS Kastrioti Kruja    | Kruja       |
| KS Korabi Peshkopi    | Peshkopia   |

| Verein                   | Stadt       |
| ------------------------ | ----------- |
| KF Apolonia Fier         | Fier        |
| KF Butrinti Saranda      | Saranda     |
| KS Dinamo Tirana         | Tirana      |
| KF Elbasani              | Elbasan     |
| KS Luftëtari Gjirokastra | Gjirokastra |
| KS Lushnja               | Lushnja     |
| KS Pogradeci             | Pogradec    |
| KS Shkumbini Peqin       | Peqin       |
| KS Sopoti Librazhd       | Librazhd    |
| KF Turbina Cërrik        | Cërrik      |

## Abschlusstabellen

### Gruppe A
| Pl. | Verein                 | Sp. | S  | U | N  | Tore    | Diff. | Punkte |
| --- | ---------------------- | --- | -- | - | -- | ------- | ----- | ------ |
| 1.  | KS Korabi Peshkopi (N) | 27  | 20 | 2 | 5  | 043:160 | +27   | 62     |
| 2.  | KS Kastrioti Kruja 1   | 27  | 19 | 6 | 2  | 061:270 | +34   | 60     |
| 3.  | KS Besëlidhja Lezha    | 27  | 16 | 6 | 5  | 059:260 | +33   | 54     |
| 4.  | KF Erzeni Shijak (N)   | 27  | 10 | 4 | 13 | 047:450 | +2    | 34     |
| 5.  | KS Burreli             | 27  | 10 | 4 | 13 | 029:380 | −9    | 34     |
| 6.  | KS Kamza               | 27  | 8  | 6 | 13 | 033:440 | −11   | 30     |
| 7.  | KS Besa Kavaja         | 27  | 8  | 5 | 14 | 031:400 | −9    | 29     |
| 8.  | KS Iliria              | 27  | 8  | 4 | 15 | 034:450 | −11   | 28     |
| 9.  | KS Adriatiku Mamurras  | 27  | 6  | 7 | 14 | 022:420 | −20   | 25     |
| 10. | KS Ada                 | 27  | 5  | 6 | 16 | 029:650 | −36   | 21     |

Platzierungskriterien: 1. Punkte – 2. Direkter Vergleich (Punkte, Tordifferenz, geschossene Tore) – 3. Tordifferenz – 4. geschossene Tore

| (N) | Neuaufsteiger |

### Gruppe B
| Pl. | Verein                   | Sp. | S  | U | N  | Tore    | Diff. | Punkte |
| --- | ------------------------ | --- | -- | - | -- | ------- | ----- | ------ |
| 1.  | KS Luftëtari Gjirokastra | 27  | 21 | 5 | 1  | 053:900 | +44   | 68     |
| 2.  | KS Pogradeci             | 27  | 20 | 3 | 4  | 051:240 | +27   | 63     |
| 3.  | KF Apolonia Fier (A)     | 27  | 14 | 4 | 9  | 042:260 | +16   | 46     |
| 4.  | KS Lushnja               | 27  | 9  | 4 | 14 | 026:350 | −9    | 31     |
| 5.  | KS Dinamo Tirana 2       | 27  | 10 | 3 | 14 | 027:320 | −5    | 30     |
| 6.  | KF Elbasani (A)          | 27  | 8  | 5 | 14 | 027:450 | −18   | 29     |
| 7.  | KS Shkumbini Peqin       | 27  | 8  | 5 | 14 | 019:400 | −21   | 29     |
| 8.  | FK Turbina Cërrik (N) 3  | 27  | 8  | 7 | 12 | 029:370 | −8    | 28     |
| 9.  | KS Sopoti Librazhd       | 27  | 8  | 4 | 15 | 030:330 | −3    | 28     |
| 10. | KF Butrinti Saranda      | 27  | 6  | 6 | 15 | 015:380 | −23   | 24     |

Platzierungskriterien: 1. Punkte – 2. Direkter Vergleich (Punkte, Tordifferenz, geschossene Tore) – 3. Tordifferenz – 4. geschossene Tore

| (A) | Absteiger aus der Kategoria Superiore 2014/15 |
| (N) | Neuaufsteiger                                 |

## Meisterschaftsfinale
| Gruppe A           | Ergebnis                | Gruppe B                 |
| ------------------ | ----------------------- | ------------------------ |
| KS Korabi Peshkopi | 0:0 n. V. (10:11 i. E.) | KS Luftëtari Gjirokastra |

## Relegation
| Kategoria e parë      | Ergebnis | Kategoria e dytë      |
| --------------------- | -------- | --------------------- |
| KS Adriatiku Mamurras | 1:0      | KF Naftëtari Kuçovë   |
| KS Sopoti Librazhd    | 1:4      | KF Partizani Tirana B |

Trotz der Niederlage von Sopoti blieben alle Vereine in ihren jeweiligen Ligen.